# Wladimir Panteleimonowitsch Schuse
Wladimir Panteleimonowitsch Schuse (russisch Владимир Пантелеймонович Жузе; * 1. Oktoberjul. / 14. Oktober 1904greg. in Kasan; † 1. Oktober 1993) war ein russischer Physiker und Hochschullehrer.

## Leben
Schuse war das zweite von sieben Kindern des Orientalisten und Religionswissenschaftlers Panteleimon Krestowitsch Schuse palästinensischer Herkunft. Schuse studierte an der physikalischen Fakultät der Aserbaidschanischen Universität in Baku mit Abschluss 1925.
1931 wurde Schuse wissenschaftlicher Mitarbeiter des Physikalisch-Technischen Instituts (FTI) der Akademie der Wissenschaften der UdSSR (AN-SSSR, seit 1991 Russische Akademie der Wissenschaften (RAN)) in Leningrad. Ab 1932 leitete er die Strahlungsbrigade. Zusammen mit Boris Wassiljewitsch Kurtschatow (Bruder Igor Wassiljewitsch Kurtschatows) untersuchte Schuse 1932 den Einfluss von Verunreinigungen auf die Temperaturabhängigkeit der Leitfähigkeit von Halbleitern anhand von Kupfer(I)-oxid-Proben mit unterschiedlichen Gehalten von Sauerstoff als Verunreinigung. Sie zeigten, dass bei höheren Temperaturen die Leitfähigkeit unabhängig vom Verunreinigungsgehalt wird. Damit wurde die damalige allgemeine Vorstellung widerlegt, dass reine Halbleiter ohne Verunreinigungen Isolatoren seien. Diese Ergebnisse zitierte Schores Iwanowitsch Alfjorow 2000 in seinem Nobelpreisvortrag.
Am 2. März 1935 wurde Schuse wegen Verbreitung falscher Gerüchte über die Ermordung Sergei Mironowitsch Kirows verhaftet und am 26. März als für die Gesellschaft gefährliches Element mit seiner Familie für fünf Jahre nach Saratow verbannt. Dort arbeitete er als Dozent an der Universität Saratow (SGU). Am 4. November 1937 wurde er wegen Beteiligung an einer antisowjetischen Gruppe in Saratow verhaftet. Auf Antrag seiner Verwandten wurde sein Fall überprüft. Am 28. Januar 1939 wurde er freigelassen, während die Rehabilitierung erst 1985 beschlossen wurde. 1940 verteidigte er seine Kandidat-Dissertation über den Wirkungsmechanismus der Festkörpergleichrichter.
Während des Deutsch-Sowjetischen Krieges leitete Schuse die Verfahrensentwicklung für die optimierte Herstellung von Azetylen und Methan im Lichtbogen mit Beteiligung von Sergei Eduardowitsch Frisch und weiteren Wissenschaftlern der Universität Leningrad, die nach Saratow evakuiert waren, sowie Wissenschaftlern der SGU und Mitarbeitern aus den Saratower Werken. 1941 entstand unter Schuses Leitung ein spezielles wissenschaftliches Halbleiterlaboratorium.
1944 kam Schuse an das FTI zurück, das sich aufgrund der Leningrader Blockade noch in der Evakuierung in Kasan befand und nach Kriegsende mit ihm nach Leningrad zurückkehrte. Im Juni 1952 ging er mit dem aus dem FTI entlassenen Abram Fjodorowitsch Joffe in das neue Halbleiter-Institut der AN-SSSR, in dem Schuse Laboratoriumsleiter wurde. Bald wurde ihm die Leningrader Wohngenehmigung entzogen, so dass Schuse im August 1952 nach Machatschkala gehen musste. Erst nach dem Tode Stalins 1953 und Berijas Verhaftung konnte Schuse nach Leningrad zurückkehren. Es folgten die Promotion zum Doktor der physikalisch-mathematischen Wissenschaften und die Ernennung zum Professor. Das Laboratorium leitete er bis 1972. 1985 erhielt er den Joffe-Preis für eine Reihe von Arbeiten zur Physik der Halbleiter.